# Ermita de San Agustín (San Agustín)
La ermita de San Agustín es un edificio religioso de estilo gótico-mudéjar situada en el municipio de San Agustín, comarca Gúdar-Javalambre, en la provincia de Teruel, Aragón, España.

## Situación
Está localizada en el municipio de San Agustín, comarca Gúdar-Javalambre, en la provincia de Teruel, Aragón, en lo alto del monte del mismo nombre, a 1.200m de altura. Ofrece vistas sobre los llanos de Barracas y Sarrión, las sierras de El Toro, Javalambre y Gúdar. Destacando los montes Peñagolosa (Castellón), Santa Bárbara (Castellón) y Javalambre (Teruel) así como una interesante perspectiva de las comarcas castellonenses de Alto Palancia, Alto Mijares y Alcalatén.

## Construcción
Esta ermita fue construida en el siglo XV después de la conquista de la población por Pedro II de Aragón.Es de estilo gótico-mudéjar. Su principal característica gótica son los arcos apuntados y su característica mudéjar más destacada es el techo a cuarterones y el tejado a dos vertientes.
El principal elemento constructivo es la piedra arenisca. Los ángulos están hechos a base de la misa piedra trabajada. Consta de 3 sólidos contrafuertes en la parte delantera y 4 en la trasera.
Los adornos son escasos solo tiene molduras entre el pilar y el movimiento del arco. El altar tiene un hueco para el Ara, es decir, una pieza de mármol que según la tradición contiene reliquias del santo. La pila de agua bendita tiene empotrado un plato del siglo XVIII de cerámica de Teruel. La mayor parte de la decoración es de los siglos XVIII y XIX.
Al campanario se le llama espadaña, en Aragón campanico. La parte más antigua de la ermita es la trasera. El altar está situado en la cabecera, al elemento que se encuentra justo al frente se le llama pies. Esta ermita es la más grande del municipio, donde también se encuentran las ermitas de Pradas también del siglo XV y la ermita del Loreto del siglo XVII.

## Catalogación
Se encuentra inscrita en el Inventario del Patrimonio Cultural Aragonés por lo que según la ley 3/1999 de 10 de marzo del Patrimonio Cultural Aragonés tiene la protección de Bien inventariado del patrimonio cultural aragonés.